# هارفي ماكليلان
هارفي ماكليلان (بالإنجليزية: Harvey McClellan)‏ هو لاعب كرة قاعدة أمريكي، ولد في 22 ديسمبر 1894 في كينثيانا في الولايات المتحدة، وتوفي بنفس المكان في 6 نوفمبر 1925.

## وصلات خارجية
- هارفي ماكليلان على موقعبيزبول رفرنس.كوم (الدوري الرئيسي) (الإنجليزية)